# 余心楽
余 心楽（よ しんらく）は台湾の推理作家、翻訳者および評論家。本名は朱文輝。台北の中国文化大学ドイツ語学科を卒業後、スイスのチューリッヒ大学でコミュニケーション学と社会心理学を専攻する。1975年からスイスに居住。
推理小説に強い興味を持っており、推理小説の創作・翻訳・評論に熱中する。「生死線上」で第二回林仏児推理小説賞大賞を受賞した。そのほか、『推理雑誌』に論文「偵探推理文學面面觀」を発表し、長年の研究の成果を示した。中国語・外国語の言語現象の観察と研究にも強い興味を持っている。中国語での創作と評論のほか、スイスの推理小説界の活動にも積極的に関わっており、ドイツ語でも作品発表を行っている。

## 作品リスト

### 邦訳短編
- 生死線上 - 『有栖川有栖の本格ミステリ・ライブラリー』（角川文庫、2001年8月）に掲載。翻訳：松田京子。 - 作者名は「余心樂」と表記されている。

### 単行本
長編
- 推理之旅（林白出版社、1992年11月）
- 命案的版本（世界華文作家出版社、2001年7月）
  - Die Mordversionen（『命案的版本』ドイツ語版、Octavo Press、2002年5月）ISBN 978-3-9055-0157-5

短編集
- 洗錢大獨家 （秀威資訊、2008年12月） - 朱文輝名義
  - 「松鶴楼」、「郵差総是不按鈴」、「洗錢大獨家」を収録

### 収録アンソロジー
- 林佛兒推理小說獎作品集2（林白出版社、1991年3月）- 「生死線上」収録
- 遺忘的殺機（林白出版社、1992年5月）- 「真理在選擇它的敵人」収録
- Küsse und eilige Rosen（Limmat Verlag、1998年1月） - "Dumme Gans"（「蠢女人」ドイツ語版）収録

### 単行本未収録作品
- 生死線上（『推理雑誌』64号、1990年2月）
- 異類的接触（『推理雑誌』74号、1990年12月）
- 真理在選擇它的敵人（『推理雑誌』78号、1991年4月）
- 蠢女人（『推理雑誌』164号、1998年6月）
- 生命的點滴（『推理雑誌』167号、1998年9月）

## 参考
- 台湾作家作品目録（中国語）